# Halterofilismo nos Jogos Olímpicos de Verão de 2020 - Até 81 kg masculino
A categoria até 81 kg masculino do halterofilismo nos Jogos Olímpicos de Verão de 2020 foi disputada em 31 de julho de 2021 no Fórum Internacional de Tóquio, na capital japonesa. Um total de 14 halterofilistas, cada um representando um Comitê Olímpico Nacional (CON), participaram do evento.

## Qualificação
Em cada categoria, até 14 halterofilistas poderiam se qualificar, com as vagas sendo alocadas da seguinte forma:
- Oito pelo ranking mundial da IWF;
- Cinco representantes de cada continente seguindo o ranking mundial, sendo limitado a CONs ainda sem halterofilistas qualificados;
- Vagas para o país anfitrião ou para a Comissão Tripartite.

## Calendário
Horário local (UTC+9)
| Data        | Hora  | Fase    |
| ----------- | ----- | ------- |
| 31 de julho | 11:50 | Grupo B |
| 31 de julho | 15:50 | Grupo A |

## Medalhistas
| Ouro   | CHN Lü Xiaojun         |
| Prata  | DOM Zacarías Bonnat    |
| Bronze | ITA Antonino Pizzolato |

## Recordes
Antes desta competição, os seguintes recordes eram estabelecidos:
| Recorde          | Tipo      | Halterofilista  | Peso   | Local    | Data                   |
| Recorde mundial  | Arranque  | Li Dayin        | 169 kg | Tashkent | 21 de abril de 2021    |
| Recorde mundial  | Arremesso | Lü Xiaojun      | 198 kg | Pattaya  | 22 de setembro de 2019 |
| Recorde mundial  | Total     | Lü Xiaojun      | 363 kg | Pattaya  | 22 de setembro de 2019 |
|                  |           |                 |        |          |                        |
| Recorde olímpico | Arranque  | Padrão olímpico | 168 kg | —        | 1 de novembro de 2018  |
| Recorde olímpico | Arremesso | Padrão olímpico | 201 kg | —        | 1 de novembro de 2018  |
| Recorde olímpico | Total     | Padrão olímpico | 365 kg | —        | 1 de novembro de 2018  |

Após a competição, os seguintes recordes foram estabelecidos:
| Recorde          | Tipo      | Halterofilista | Peso   | Local  | Data                |
| Recorde olímpico | Arranque  | CHN Lü Xiaojun | 170 kg | Tóquio | 31 de julho de 2021 |
| Recorde olímpico | Arremesso | CHN Lü Xiaojun | 204 kg | Tóquio | 31 de julho de 2021 |
| Recorde olímpico | Total     | CHN Lü Xiaojun | 374 kg | Tóquio | 31 de julho de 2021 |

## Resultados
| Pos.              | Halterofilista     | CON                      | Grupo | Peso  | Arranque (kg) | Arranque (kg) | Arranque (kg) | Arranque (kg) | Arremesso (kg) | Arremesso (kg) | Arremesso (kg) | Arremesso (kg) | Total |
| Pos.              | Halterofilista     | CON                      | Grupo | Peso  | 1             | 2             | 3             | Result.       | 1              | 2              | 3              | Result.        | Total |
| ----------------- | ------------------ | ------------------------ | ----- | ----- | ------------- | ------------- | ------------- | ------------- | -------------- | -------------- | -------------- | -------------- | ----- |
| Medalha de ouro   | Lü Xiaojun         | CHN China                | A     | 80.75 | 165           | 165           | 170           | 170           | 197            | 204            | 210            | 204            | 374   |
| Medalha de prata  | Zacarías Bonnat    | DOM República Dominicana | A     | 80.90 | 158           | 163           | 163           | 163           | 198            | 202            | 204            | 204            | 367   |
| Medalha de bronze | Antonino Pizzolato | ITA Itália               | A     | 80.90 | 165           | 165           | 168           | 165           | 200            | 203            | 210            | 200            | 365   |
| 4                 | Harrison Maurus    | USA Estados Unidos       | A     | 80.95 | 153           | 158           | 161           | 161           | 195            | 200            | 205            | 200            | 361   |
| 5                 | Brayan Rodallegas  | COL Colômbia             | A     | 80.80 | 163           | 168           | 168           | 163           | 195            | 196            | 200            | 196            | 359   |
| 6                 | Ritvars Suharevs   | LAT Letônia              | A     | 80.90 | 158           | 158           | 163           | 163           | 190            | 195            | 198            | 195            | 358   |
| 7                 | Nico Müller        | GER Alemanha             | A     | 80.90 | 155           | 159           | 161           | 159           | 190            | 195            | 195            | 195            | 354   |
| 8                 | Andrés Mata        | ESP Espanha              | A     | 80.70 | 154           | 158           | 161           | 158           | 189            | 189            | 189            | 189            | 347   |
| 9                 | Erkand Qerimaj     | ALB Albânia              | B     | 80.55 | 151           | 155           | 157           | 157           | 181            | 185            | 187            | 181            | 338   |
| 10                | Amur Al-Khanjari   | OMA Omã                  | B     | 81.00 | 130           | 137           | 140           | 140           | 170            | 176            | 177            | 177            | 317   |
| 11                | Cameron McTaggart  | NZL Nova Zelândia        | B     | 80.80 | 135           | 140           | 145           | 140           | 170            | 175            | 178            | 175            | 315   |
| 12                | Ramzi Bahloul      | TUN Tunísia              | B     | 80.85 | 136           | 140           | 140           | 136           | 164            | 171            | —              | 164            | 300   |
| —                 | Rejepbaý Rejepow   | TKM Turcomenistão        | A     | 80.95 | 160           | 164           | 167           | 164           | 195            | 195            | 198            | —              | —     |
| —                 | Arley Méndez       | CHI Chile                | A     | 81.00 | 160           | 163           | 165           | 160           | 190            | 190            | 190            | —              | —     |

Legenda
| Recorde mundial      | Recorde mundial (World record)               |                       | Recorde africano                      | Recorde africano (African) |                                           | Q | Classificado por posição (Qualified) |
| Recorde olímpico     | Recorde olímpico (Olympic record)            | Recorde da América    | Recorde da América (Americas)         | q                          | Classificado por melhor tempo (Qualified) |   |                                      |
| Melhor marca do ano  | Melhor marca do ano (World leading)          | Recorde asiático      | Recorde asiático (Asian)              | DNS                        | Não largou (Did not start)                |   |                                      |
| Recorde nacional     | Recorde nacional (National record)           | Recorde europeu       | Recorde europeu (European)            | DNF                        | Não terminou (Did not finish)             |   |                                      |
| Recorde pessoal      | Recorde pessoal do atleta (Personal best)    | Recorde da Oceania    | Recorde da Oceania (Oceania)          | DSQ / DQ                   | Desclassificado (Disqualified)            |   |                                      |
| Recorde da temporada | Recorde da temporada do atleta (Season best) | Recorde sul-americano | Recorde sul-americano (South America) | NM                         | Sem marca (No mark)                       |   |                                      |